# قناة أر تي في 21
قناة أر تي في 21 هي الإذاعة والتلفزيون العاملة في جمهورية كوسوفو حيث بدأ البث الإذاعي في عام 1998، في حين بدأ البث التلفزيوني في عام 1999 بعد انسحاب القوات الصربية من كوسوفو، تعتبر القناة الأكثر شعبية في كوسوفو. القناة لها أيضا خمس قنوات أخرى مثل:21 بلس،21 جونيور،21 ميكس و21 الأعمال. وبحلول نهاية عام 2012 تم اختيارها قناة السنة في كوسوفو.
وفي الوقت الحاضر تلفزيون وراديو 21 يقود سوق وسائل الاعلام والتي تبث في جميع أنحاء العالم من خلال حزمة البث التلفزيوني عبر الإنترنت، فقد بثت القناة المسلسل التركي الأكثر شعبية معتصوم يوزل والذي فاز بجائزة أفضل مسلسل تركي في جوائز أم كي.

## وصلات خارجية
الموقع الرسمي

‌